# Noah Gurley
Noah Gurley (Fayetteville, 2 augustus 1999) is een Amerikaans basketballer.

## Carrière
Gurley speelde collegebasketbal van 2018 tot 2021 voor de Furman Paladins en nadien van 2021 tot 2023 voor de Alabama Crimson Tide. In 2023 tekende hij zijn eerste profcontract bij de Kangoeroes Mechelen in de BNXT League. Begin december 2023 werd zijn contract ontbonden. Hij speelde de rest van het seizoen uit in de Kroatische competitie bij KK Alkar vanaf maart 2023. Hij bleef bij de club voor het seizoen 2024/25. Hij tekende voor het seizoen 2025/26 bij de Japanse derdeklasser Iwate Big Bulls.